# هيروشي كانيدا
هيروشي كانيدا (باليابانية: 金田宏؛ بالكانا: かねだ ひろし) هو عالم فلك وعالم حاسوب ياباني، ولد في 1953 في سابورو في اليابان.